# Іванова Жанна Анатоліївна
Жанна Анатоліївна Іванова (рос. Жанна Анатольевна Иванова; нар. 14 жовтня 1969) — російська футболістка, захисниця. Майстер спорту.

## Життєпис
Вихованка СДЮШОР № 111 (Зеленоград). У 1992 році виступала у другій лізі Росії за московський «Локомотив», стала переможницею турніру і була включена в список 33-ох найкращих футболісток Росії під № 3. У 1993 році грала у другому дивізіоні Швеції за «Бурленге». У 1994 році виступала у вищій лізі Росії за клуб-аутсайдер «Росія» (Хотьково).
Подальша доля невідома.